# 達讓縣

達讓縣在阿薩姆邦的位置

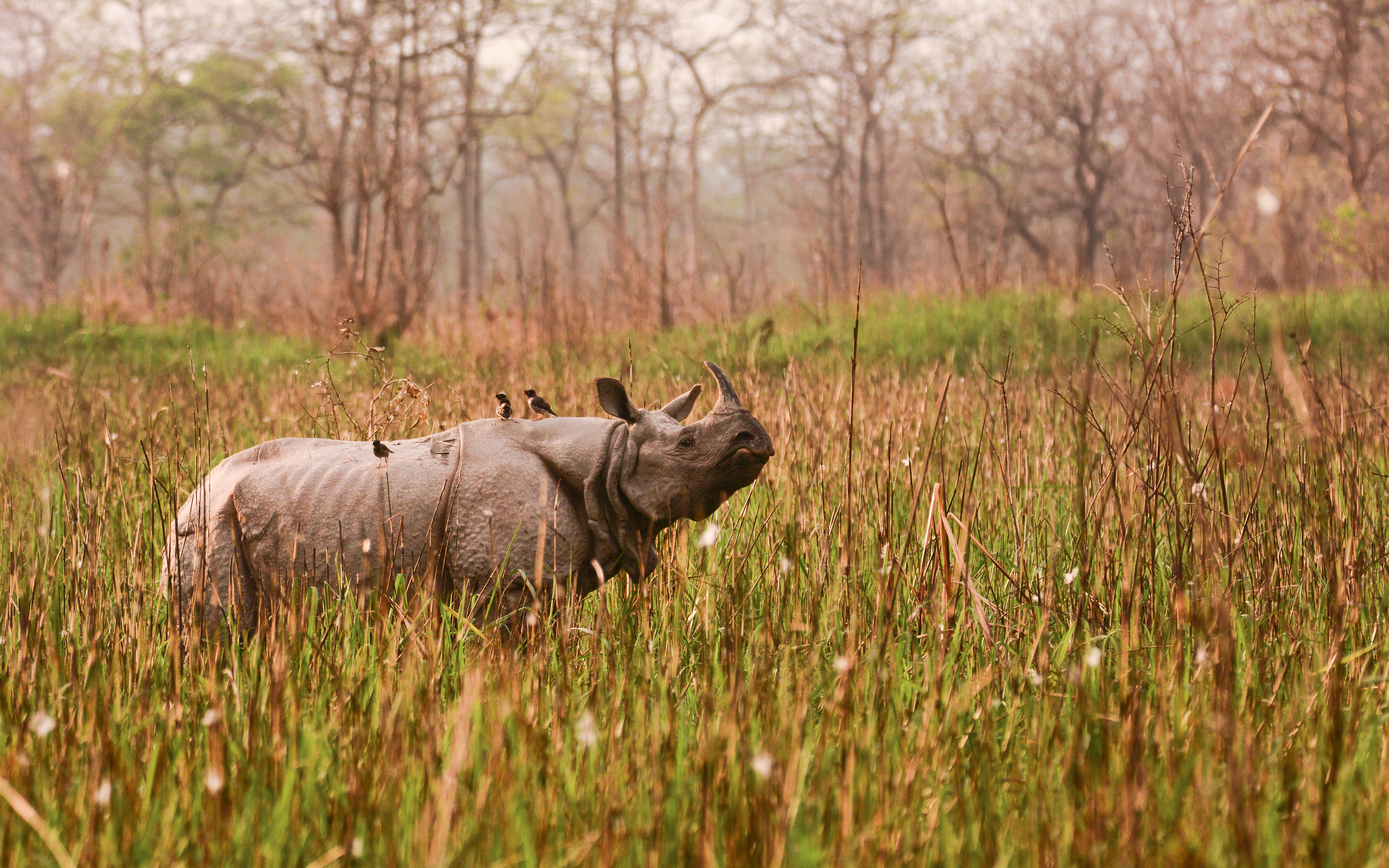
奧朗國家公園（Orang National Park）

達讓縣是印度東北部阿薩姆邦的一個縣，面積3,481平方公里，2011年人口908,090，五成半人口信奉印度教，人口密度每平方公里261人。行政中心芒格阿尔多伊。

## 外部連結
- Darrang District's Official Government website （页面存档备份，存于）